# دودة القز

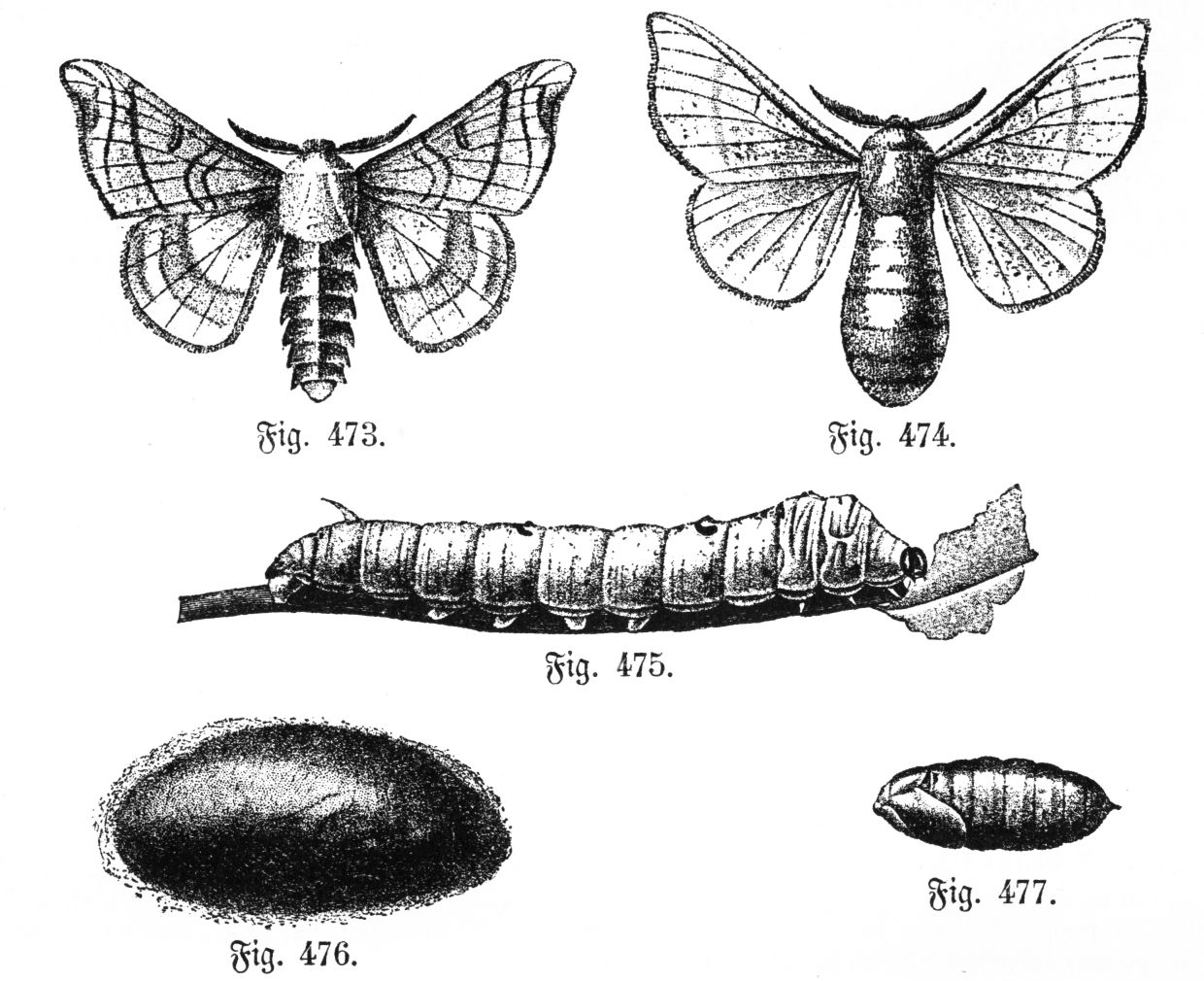
دودة القز في دورات حياتها المختلفة

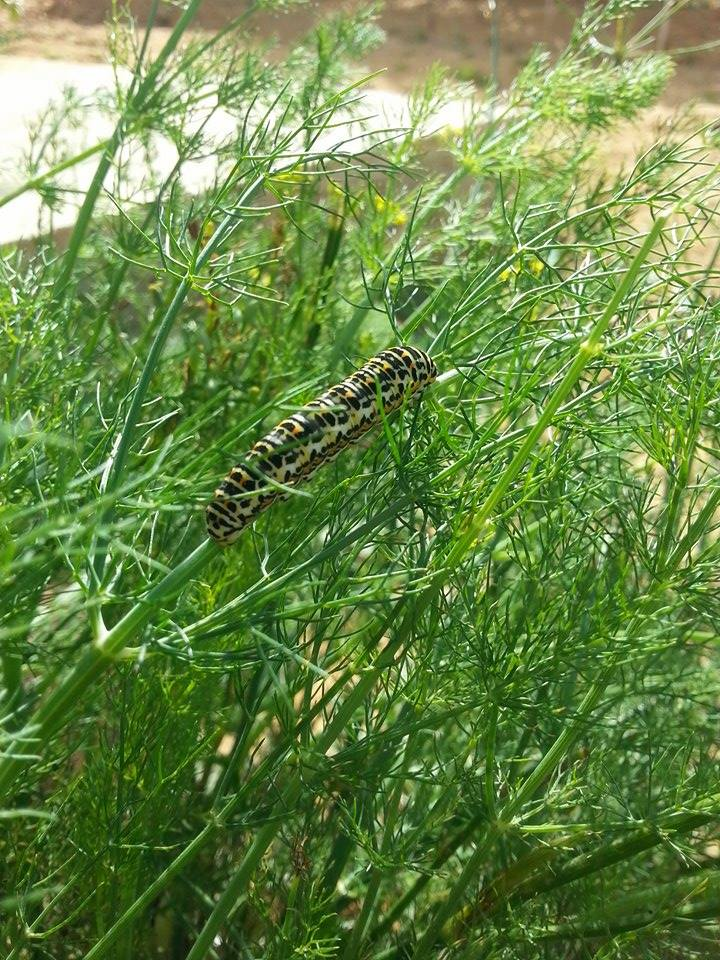
دودة القز

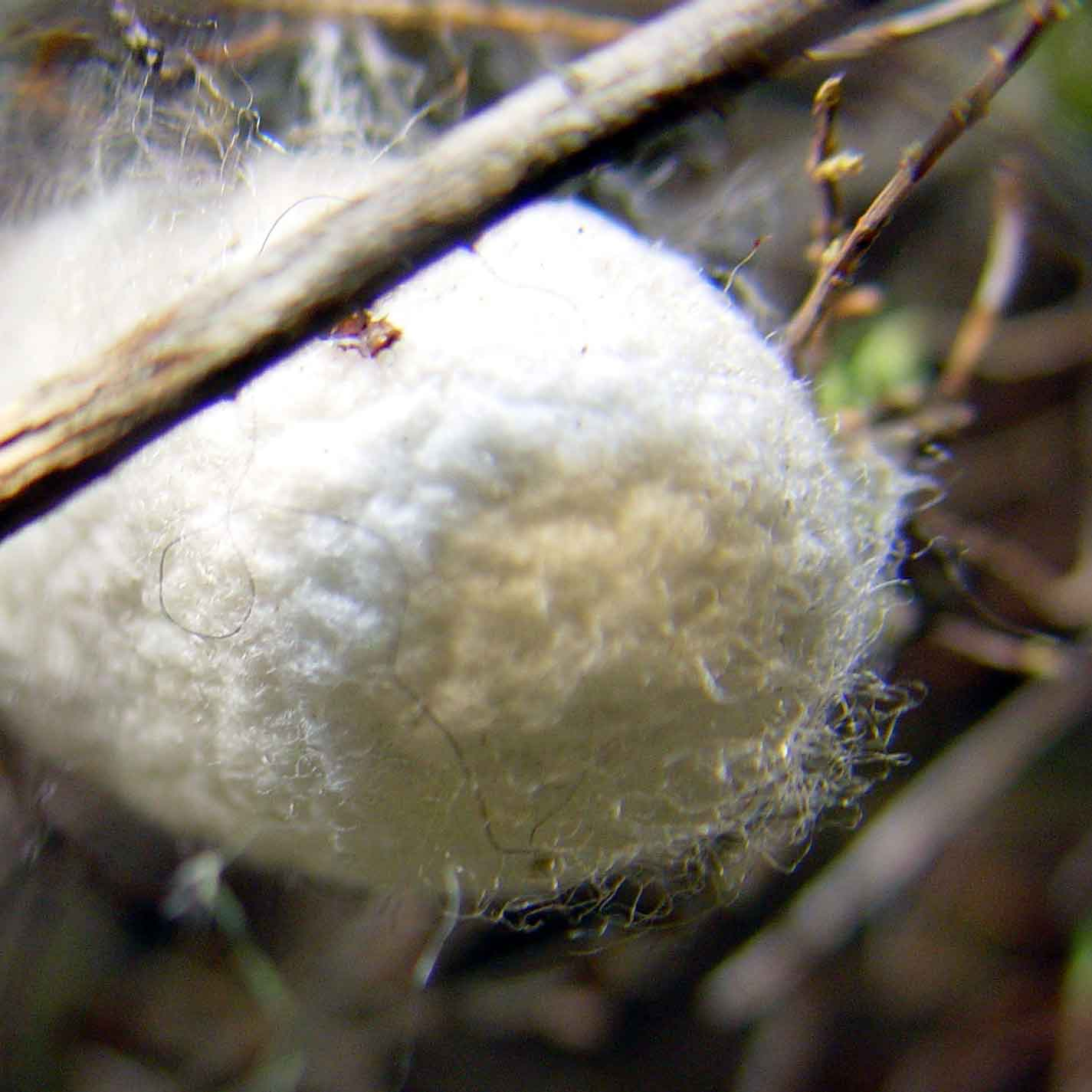
شرنقة دودة القز

دودة القز أو فراشة الحرير أو دودة حرير القز (الاسم العلمي: Bombyx mori) (بالإنجليزية: Silk worm)‏، تقوم بتصنيع خيوط الحرير التي ينسج منها الحرير الطبيعي.
يسميها العلماء : ملكة الأنسجة بلا منازع.

## دودة القز
اسم عام يطلق على اليرقة المنتجة للحرير والتي تنتمي لفصائل متعددة من الفراشات. وتكون فراشة دودة القز البالغة عادة صفراء اللون أو مائلة بين الصفرة والبياض وهي ذات جسم سميك به شعر ولها جناح يبلغ طوله حوالي 3.8 سم (حوالي 1.5 بوصة). وتمتلك الفراشة البالغة فمًا بدائيًا، وهي لا تأكل أثناء فترة بلوغها القصيرة الأمد، وبالنسبة لأنثى الفراشة فهي تموت بعد وضع البيض مباشرة، بينما يعيش الذكر لفترة قصيرة بعد ذلك.
وتضع أنثى الفراشة من 300 إلى 400 بيضة تميل إلى اللون الأزرق في المرة الواحدة، ويثبت البيض بسطح مستوٍ عن طريق مادة صمغية تفرزها الأنثى. أما اليرقة، والتي تفقس في الفترة الممتدة من نهاية فصل الشتاء وبداية فصل الربيع، فيبلغ طولها حوالي 0.6 سم (حوالي 0.25 بوصة). وتتغذى اليرقات على أوراق نبات التوت الأبيض أو ورق البرتقال أو السيج أو ورق الخس. وتنتج يرقات دود القز التي تعيش على أوراق التوت أجود أنواع الحرير. ويبلغ طول اليرقات البالغة 7.5 سم (حوالي 3 بوصات) ويكون لونها رماديًا يميل إلى الاصفرار أو رماديًا غامقًا.

## مراحل نمو دودة القز
تمر الحشرة بعدّة أطوار على النحو التالي:

### البيضة
تضع الفراشة (300-400) بيضة مرّة واحدة .

### اليرقة
لا تفقس البيوض بعد وضعها بأيام كما هو حال عدد كبير من الحشرات، بل تبقى في حالة سبات إلى حين حلول فصل الربيع وهو الوقت الذي تبدأ فيه أوراق شجرة التوت بالنمو، وتخرج منها اليرقات، ويصل طولها إلى 7,5 سم، بعد ستّة أسابيع.

### الشرنقة
ينسج الطور اليرقي الخامس حوله شرنقة من الحرير تفرزه غدده اللعابية، وينسلخ بداخل الشرنقة إلى طور العذراء التي تعيش خاملة داخلها مدة أسبوعين، وتتحوّل إلى فراشة (الطور البالغ)
.

### الفراشة
تخرج الفراشة من الشرنقة، فتعيش مدّة قصيرة تضع خلالها البيض ثم تموت.

### التخلّص من الفراشة
ولمّا كانت عمليّة خروج الفراشة من الشرنقة تؤدي إلى تمزّقها، وبالتالي إلى تقطّع الخيط الحريري الذي يبلغ طوله (300 ـ 900) متر، لذلك يعمد المربون إلى قتل الفراشة داخل الشرنقة وذلك بإحدى الطرق التالية:
- غمس الشرانق في الماء المغلي ثم تجفيفها.
- وضع الشرانق في أفران ساخنة لمدة قصيرة.
- تعريض الشرانق لبخار الماء الساخن.
- تعريضها لأشعّة الشمس في النهار وتقليبها عدّة أيّام.

### تغذية اليرقات
اليرقات التي تتغذى على ورق التوت الأبيض تعطي أجود أنواع الحرير، ويمكن أن تتغذى اليرقات على ورق الخس أو ورق البرتقال .
ويقدم ورق التوت أربع مرّات في اليوم، على شكل شرائح يتم فرمها بالسكين أو بواسطة فرّامات آليّة، ويزداد حجم هذه الشرائح مع ازدياد عمر اليرقات، وتزداد كميّة وجبة العشاء .

### صوم اليرقات
لليرقة خمسة أعمار يتخللها أربع مرّات صيام، بين كل عمرين مرّة، تمتنع فيها اليرقات عن الطعام وعن الحركة، وتستغرق فترة الصيام كلّ مرّة (24 ـ 48) ساعة .

### انسلاخ جلد اليرقة
يلاحظ أنّه بعد كل فترة صيام ينسلخ جلد اليرقة، حيث يتكوّن جلد جديد أكبر حجماً ليتلاءم مع ازدياد حجم اليرقة .

## إنتاج الحرير
يوجد بفم دود القز زوج من الغدد اللعابية التي يطلق عليها غدد الحرير وتستخدم في إنتاج الشرانق. وتقوم الغدد الحريرية بإفراز سائل صاف لزج يخرج من خلال فتحات تسمى المغازل، وعندما يخرج السائل ويحتك بالهواء فإنه يتصلب، ويتحدد سمك خيط الحرير الذي يتم إنتاجه من خلال قطر المغزل.

### مراحل إنتاج الحرير
بعد الفقس بحوالي ستة أسابيع تتوقف دودة القز عن الطعام وتبدأ في نسج الشرانق. ويبلغ طول النسيج الواحد الذي يكوّن الشرنقة من 300 إلى 900 متر. ثم تصبح دودة القز خاملة لمدة تصل إلى حوالي إسبوعين، وإذا ما تركت لاستكمال فترة الخمول، فإنها تصبح فراشة بالغة.
وعند إنتاج الحرير لأغراض تجارية يسمح لعدد كاف من الفراشات البالغة فقط أن تخرج من الشرنقة لضمان استمرار النوع؛ لأنها أثناء خروجها من الشرنقة تحطمها بحيث لا يصبح لها أي استخدام تجاري.
ثم يتم قتل معظم دود القز بالحرارة إما بغمسه في الماء المغلي أو بتجفيفه في الأفران. وأكثر أنواع دود القز المعروفة هي يرقة فراشة دودة القز المنزلية المعروفة والتي تسمى بومبيكس موري وهي من فصيلة بومبي سيديا.

### استخدمات الحرير
يستخدم الحرير الطبيعي على نطاق واسع في صناعة المنسوجات الفاخرة، والمطرّزات، والخيوط الجراحيّة، ومظلاّت الطائرات، وهو سائل لزج تفرزه دودة القز، ثم يتصلّب بملامسة الهواء ويصبح خيط الحرير المعروف.

## أنواع الحرير
الحرير الطبيعي نوعان : حرير مزروع أو مستزرع وحرير بري

### الحرير المزروع
ينتج الحرير الطبيعي دود الحرير الذي يربى على ورق التوت، ويمكن غالبًا استزراع الحرير بصورة تجارية، وتنتج معظم أنواع الحرير الفاخر من دود زاحف أو يساريع أو يرقات عثة تسمى دود القز ,,

### الحرير البري
يسمى التوسة ويستخرج من دود الحرير الذي يتغذى بأوراق البلوط، وتنمو هذه الديدان إلى أحجام كبيرة خصوصًا في الصين والهند، ويصعب تبييض حرير التوسة لأن لونه الطبيعي بني أو أصفر غامق، كما أنه أقل لمعانًا من الحرير الطبيعي، ويستخدم حرير التوسة نسيج حشو في المنسوجات، ويخلط غالبًا مع ألياف أخرى ,,

## الغذاء وطريقة تربيتها
تتغذى على ورق التوت. بحيث تتطلب تغذية دودة الحرير قدرًا كبيرًا من العناية والصبر.
ويعامل منتجو الحرير دود القز بنفس الحرص الذي يعاملون به الأطفال حديثي الولادة، ويقومون بتربيته عند درجات حرارة محددة تتم بدرجة فائقة من التحكم، ويحمونه من البعوض والذباب وباقي الحشرات

## مواضيع متعلقة
- الحرير
- طريق الحرير
- إنتاج الحرير من دودة القز

## اقرأ أيضا
- زيزان دورية

## وصلات خارجية
- إنتاج الحرير الطبيعى
- دودة القز من الموسوعة العربية العالمية
- طريقة صناعة الحرير وشكل دودة القز